# エンリケ・ガト
エンリケ・ガト・ボレガン （Enrique Gato Borregán、1977年4月26日 - 、バリャドリッド）はスペインの映画監督、脚本家、3Dおよび2Dアニメーション制作のアニメーターであり、7つのゴヤ賞を受賞しており、主にキャラクタータデオ・ジョーンズの作者として知られています。 .. 何をすべきか。
また、ライトボックスアニメーションスタジオとライトボックスアカデミーのパートナー兼創設者でもあります。

## バイオグラフィー
彼はスペインカスティーリャ・イ・レオン州バリャドリッドで生まれましたが、人生のほとんどをマドリッドで過ごしています。彼は子供のころからアニメーションとテクノロジーに魅了され、最初のパーソナルコンピュータが登場したことで、彼はAmstrad CPC 6128の技術面と芸術面の両方で独自のビデオゲームを作成し始めました。

### トレーニング
1995年、研究の方向性を決める必要があったとき、彼は芸術的部分への明確な出口を見いだすのをやめ、マドリッド工科大学で技術コンピューター工学を学ぶことに決めました。そこで彼はコンピュータグラフィックスと計算幾何学の領域に焦点を当てています。彼はさらに、3Dジオメトリの視覚化用の小さなグラフィックエンジンを開発しました。これにより、Maya、3D Studio Max、Softimageなどのアニメーション制作で現在使用されているソフトウェアのギアを理解できるようになります。
大学のこれらの年の間に、彼はArtek、コンピュータグラフィックスの開発に向けられた協会の一部になりました。彼がここで最初の3Dアニメーションパッケージ（TruespaceとLightwave）を処理する方法を学び、コンピューターアニメーションが世界中で手に渡った年に彼の最初の短編映画（ToyJístoryとStarship Trappers）を開発します。ピクサー工場から。

### 最初の短編映画
映画制作者としての彼の最初の仕事は、彼が大学時代に短編アニメーション映画を開発することによって開発されました。彼の大学でビデオゲームのアニメーターを探していた求人は、彼をPyro Studiosでのインタビューに導き、そこから仕事を始めるという確固としたオファーが出ました。しかし、彼は彼の研究を放棄したくありません、そして、その申し出を受け入れるのに1年かかります。

## フィルモグラフィー
| 公開年 | 原題 邦題                                                                    | Work           | 詳細 会社                                 |
| ------ | ---------------------------------------------------------------------------- | -------------- | ----------------------------------------- |
| 2017   | Tad Jones: The Secret of King Midas タッドの大冒険〜失われたミダス王の秘宝〜 | 助監督         | Lightbox, パラマウント映画                |
| 2015   | Capture the Flag キャプチャー・ザ・フラッグ 月への大冒険!                    | 監督           | Lightbox, パラマウント映画                |
| 2012   | La mano de Nefertiti                                                         | プロデューサー | El Toro, Lightbox, Ikiru                  |
| 2012   | Tad, The Lost Explorer                                                       | 監督           | El Toro, Lightbox, Ikiru ゴヤ賞新人監督賞 |
| 2007   | Tadeo Jones y el sótano maldito                                              | 監督           | La Fiesta PC                              |
| 2006   | Commandos 3 コマンドス                                                       | アニメーター   | ビデオゲーム Pyro Studios                 |
| 2005   | Praetorians                                                                  | アニメーター   | ビデオゲーム Pyro Studios                 |
| 2004   | Tadeo Jones                                                                  | 監督           | La Fiesta PC                              |
| 2002   | Superlópez                                                                   | 監督           | Personal project                          |
| 2001   | Bicho                                                                        | 監督           | Personal project                          |
| 1999   | Pepe pescador                                                                | アニメーター   | Short film to Daniel Martínez Lara        |
| 1997   | Starship Trappers                                                            | 監督           | Personal project                          |
| 1994   | Toy Jístory                                                                  | 監督           | Personal project                          |